# ضريح الشيخ عبد السلام
ضريح الشيخ عبد السلام (بالفارسية: آرامگاه شیخ عبدالسلام) هو ضريح تاريخي يعود إلى القرن الثامن الهجري، ويقع في مقاطعة كرمان.